# Sidney Johnston Catts

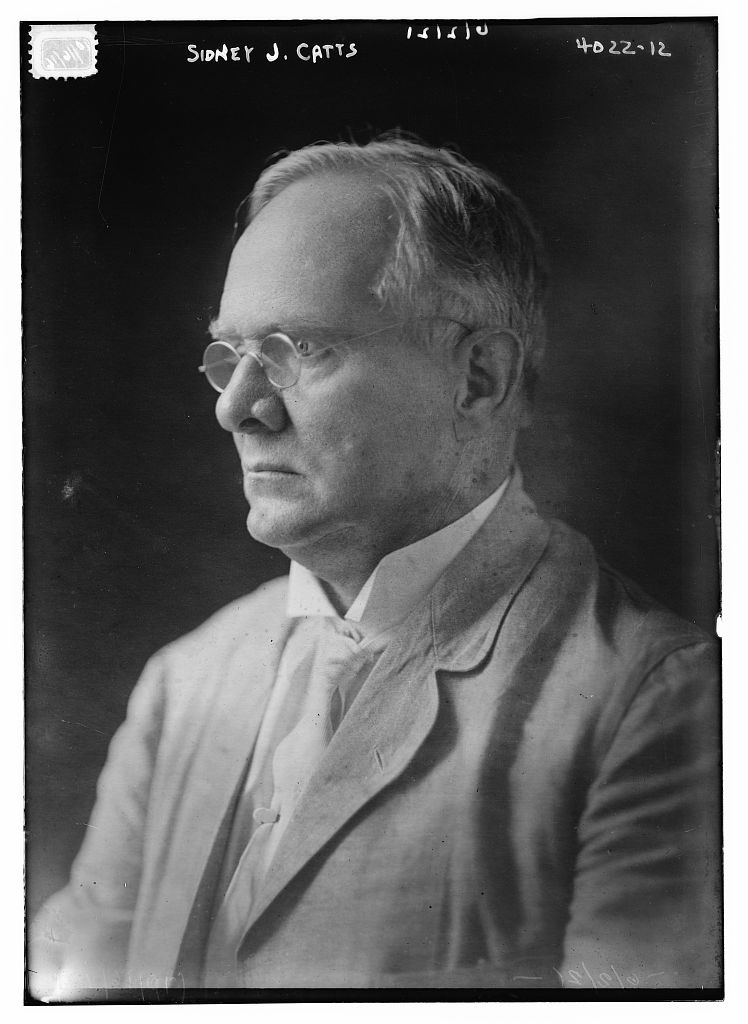
Sidney Johnston Catts

Sidney Johnston Catts, född 31 juli 1863 i Dallas County, Alabama, död 9 mars 1936 i DeFuniak Springs, Florida, var en amerikansk politiker. Han var guvernör i Florida 1917-1921. Hans valseger i guvernörsvalet 1916 var unik i sitt slag för Prohibition Party, partiet som förespråkar alkoholförbud i USA. Han var känd för sina rasistiska och anti-katolska uttalanden.
Catts avlade 1882 juristexamen vid Cumberland School of Law. Han arbetade först som pastor i Alabama och sålde sedan försäkringar i Florida.
Catts deltog i demokraternas primärval inför guvernörsvalet 1916. Enligt de första resultaten vann han primärvalet, men efter en omräkning blev han tvåa. Han bytte sedan parti till Prohibition Party och kandiderade i valet i alla fall.
Prohibition Partys första stora framgång hade kommit i kongressvalet 1914 i Kalifornien. Partiets kandidat Charles Hiram Randall valdes till USA:s representanthus. Catts vann guvernörvalet i Florida med 43% av rösterna. Fram till 1921 hade Prohibition Party en guvernör och en kongressledamot, de enda partiet någonsin har haft. Förbudstiden i USA inleddes 1920 i och med att Volsteadlagen trädde i kraft och partiet förlorade sin grundtanke i och med att den redan hade förverkligats.
Guvernör Catts kallade de svarta en "mindervärdig ras" och vägrade att kritisera två lynchningar som skedde år 1919.
Catts fortsatte sin politiska karriär som demokrat. Han kandiderade i demokraternas primärval inför guvernörsvalen 1924 och 1928. Han var emot katoliken Al Smiths kandidatur i presidentvalet i USA 1928.
Catts var baptist. Hans grav finns på Magnolia Cemetery i DeFuniak Springs.